# Hypselothyrea dimidiata
Hypselothyrea dimidiata är en tvåvingeart som beskrevs av Meijere 1906. Hypselothyrea dimidiata ingår i släktet Hypselothyrea och familjen daggflugor. Inga underarter finns listade i Catalogue of Life.